# Flagstaff
Flagstaff je město v Arizoně, sídlo okresu Cocoino County, má 59 746 obyvatel. Město leží v oblasti San Francisco Peaks. Vrch Humphreys Peak s výškou 3850 m je nejvyšším bodem v Arizoně, leží 16 km severně od města.

## Zajímavosti
- Ve městě se nachází jedna z nejstarších astronomických observatoří ve Spojených státech, Lowell Observatory.
- Nedaleko města se nachází 1,2 km široký dopadový Barringerův kráter.[1]